# Nous irons tous au paradis
Nous irons tous au paradis is een Franse film van Yves Robert die werd uitgebracht in 1977. De film is het succesrijk vervolg op de komedie Un éléphant ça trompe énormément, eveneens van Robert, die in 1976 heel wat succes behaalde.

## Verhaal
Er is enige tijd verstreken sinds de belevenissen van de vier vrienden in Un éléphant ça trompe énormément. De stevige veertigers zijn nog steeds onafscheidelijke vrienden. Ze besluiten gezamenlijk een huis op het platteland te kopen. Hun familiale en relationele situatie is nog steeds woelig bij momenten. 
Etienne, die zich zelf heeft laten verleiden door zijn jonge medewerkster Bernadette, verdenkt zijn vrouw ervan hem te bedriegen. Nadat hij het uitgemaakt heeft met een jonge man vindt Daniel, de homoseksuele garagist, troost bij zijn bazin Marie-Christine. Simon moet nog steeds de verwijten slikken van zijn vreselijk bezitterige moeder en kan alleen herademen in zijn dokterspraktijk. Daisy, een jonge vrouw, brengt het hoofd van Bouly, de versierder van de groep, op hol en hij leeft nu samen met haar. Hij mag zich ontfermen over zijn eigen kinderen die zijn ex hem heeft toevertrouwd en over de kinderen van Daisy. 
Wanneer Simon zijn moeder verliest en Daniel door Marie-Christine in de steek wordt gelaten, staan ze voor elkaar klaar.

## Rolverdeling
- Jean Rochefort - Étienne Dorsay
- Claude Brasseur - Daniel
- Guy Bedos - Simon Messina, geneesheer
- Victor Lanoux - Boulifet 'Bouly'
- Danièle Delorme - Marthe Dorsay
- Marthe Villalonga - Mouchy, Simons moeder
- Jenny Arasse - Bernadette, medewerkster van Étienne
- Christophe Bourseiller - Lucien
- Josiane Balasko - Josy, de vriendin van Lucien
- Anne-Marie Blot - Marie-Ange, de ex van Bouly
- Élisabeth Margoni - Daisy, de nieuwe 'verloofde' van Bouly
- Pascale Reynaud - Delphine, de jongste dochter van Étienne
- Maïa Simon - mevrouw Chalamand, de maîtresse van Simon
- Catherine Verlor - Stéphanie, de oudste dochter van Étienne
- Jean-Pierre Castaldi - de man van wie Étienne dacht dat hij de minnaar van Marthe was
- Daniel Gélin - Bastien, de regisseur, de valse minnaar van Marthe
- Vania Vilers - Benoît, de echte minnaar van Marthe
- Gaby Sylvia - Marie-Christine Bosquet, de directrice van Daniel